# Kanton Chevagnes
Kanton Chevagnes (fr. Canton de Chevagnes) je francouzský kanton v departementu Allier v regionu Auvergne. Tvoří ho 10 obcí.

## Obce kantonu
- Beaulon
- La Chapelle-aux-Chasses
- Chevagnes
- Chézy
- Gannay-sur-Loire
- Garnat-sur-Engièvre
- Lusigny
- Paray-le-Frésil
- Saint-Martin-des-Lais
- Thiel-sur-Acolin